# Madeleine Beaumont
Madeleine St. John Beaumont (Liverpool, 24 d'agost de 1883 – Londres, 1975) va ser una patinadora artística sobre gel anglesa que va competir a començaments del segle xx.
El 1920 va prendre part en els Jocs Olímpics d'Anvers, on finalitzà en vuitena posició en la prova parelles del programa de patinatge artístic juntament amb el seu marit Kenneth MacDonald Beaumont.